# Leonid V. Azároff
Leonid Vladimirovich Azároff (* 1926; † 3. Juli 2014 in Naples, Florida) war ein Kristallograph und Materialwissenschaftler. Er wurde vor allem durch seine Lehrbücher bekannt.

## Leben
Azároff studierte an der Tufts University und am Massachusetts Institute of Technology. Von 1961 bis 1964 war er Gastwissenschaftler am Brookhaven National Laboratory. 1965 war er Gründungsdirektor des Instituts für Materialwissenschaften (Institute of Materials Science) an der University of Connecticut, wo er bis zu seinem Emeritat im Jahr 1992 verblieb.

## Werke (Auswahl)
- Leonid V. Azároff, Martin J. Buerger: The powder method in X-ray crystallography. McGraw-Hill, New York 1958.
- Leonid V. Azároff: Introduction to solids. McGraw-Hill, New York 1960, ISBN 0-07-099219-3.
- Leonid V. Azároff, James John Brophy: Electronic processes in materials. McGraw-Hill, New York 1963.
- Leonid V. Azároff: Elements of x-ray crystallography. McGraw-Hill, New York 1968, ISBN 1-878907-11-5.
- Leonid V. Azároff: Physics over easy: breakfasts with Beth and physics. World Scientific, Singapore 1996, ISBN 981-4295-44-2.